# Erythridula ulmosa
Erythridula ulmosa är en insektsart som först beskrevs av Ross och Delong 1953.  Erythridula ulmosa ingår i släktet Erythridula och familjen dvärgstritar. Inga underarter finns listade i Catalogue of Life.